# Dayah Blang (Simpang Tiga)
Dayah Blang is een bestuurslaag in het regentschap Pidie van de provincie Atjeh, Indonesië. Dayah Blang telt 368 inwoners (volkstelling 2010).